# 南非刺桐
南非刺桐(Erythrina caffra、象牙紅、金剛刺桐、火焰刺桐、火炬刺桐), 屬於喬木，原產於非洲東南部。往往被培育種植，也被大量引進到印度種植。南非刺桐亦為美國加利福尼亞州洛杉磯的市樹。

## 描述

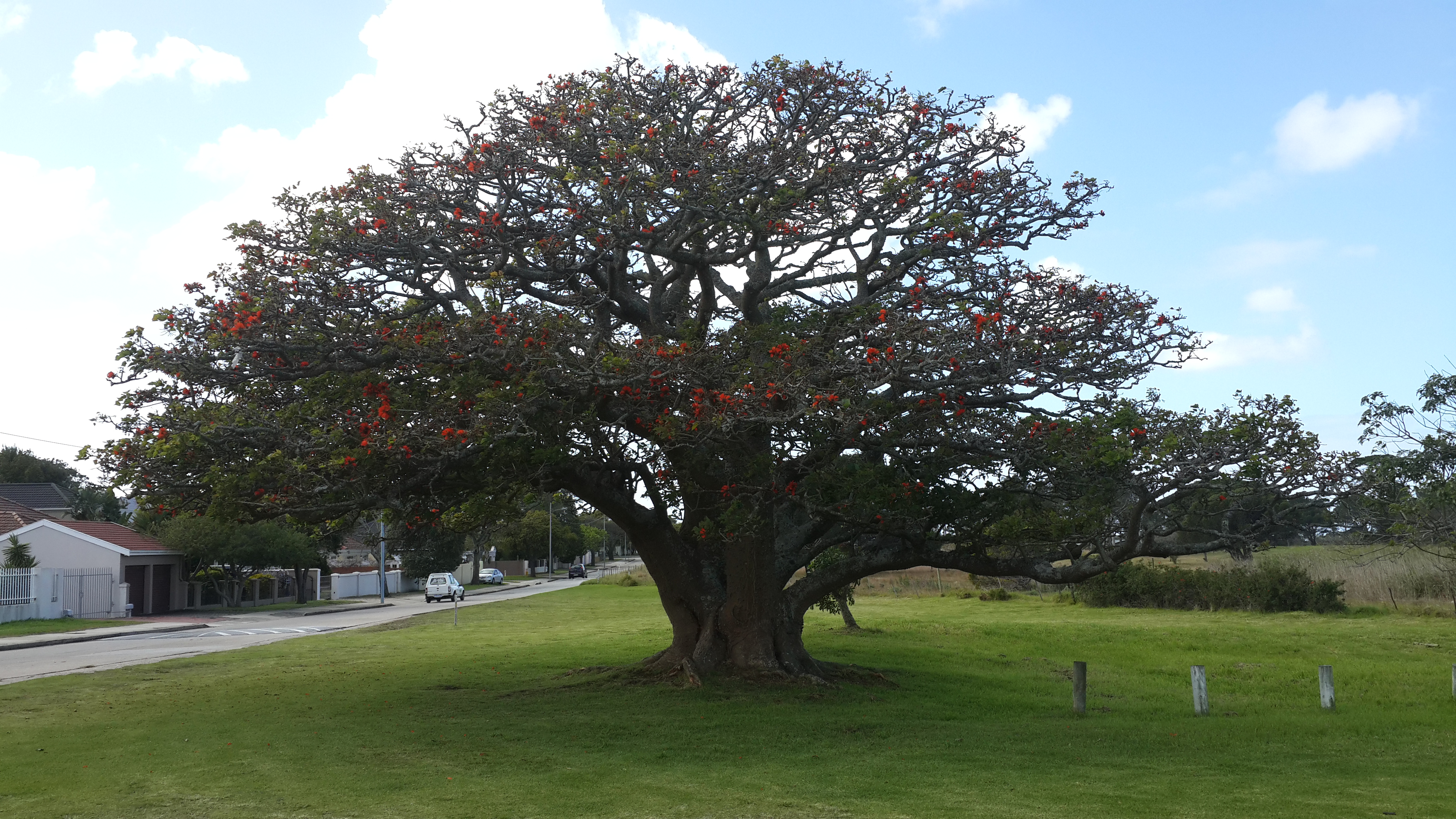
南非刺桐樹

南非刺桐是一種中型至大型落葉喬木。它生長在南非東南海岸沿線直至夸祖魯-納塔爾省的沿海灌木叢和河流森林。

### 樹葉

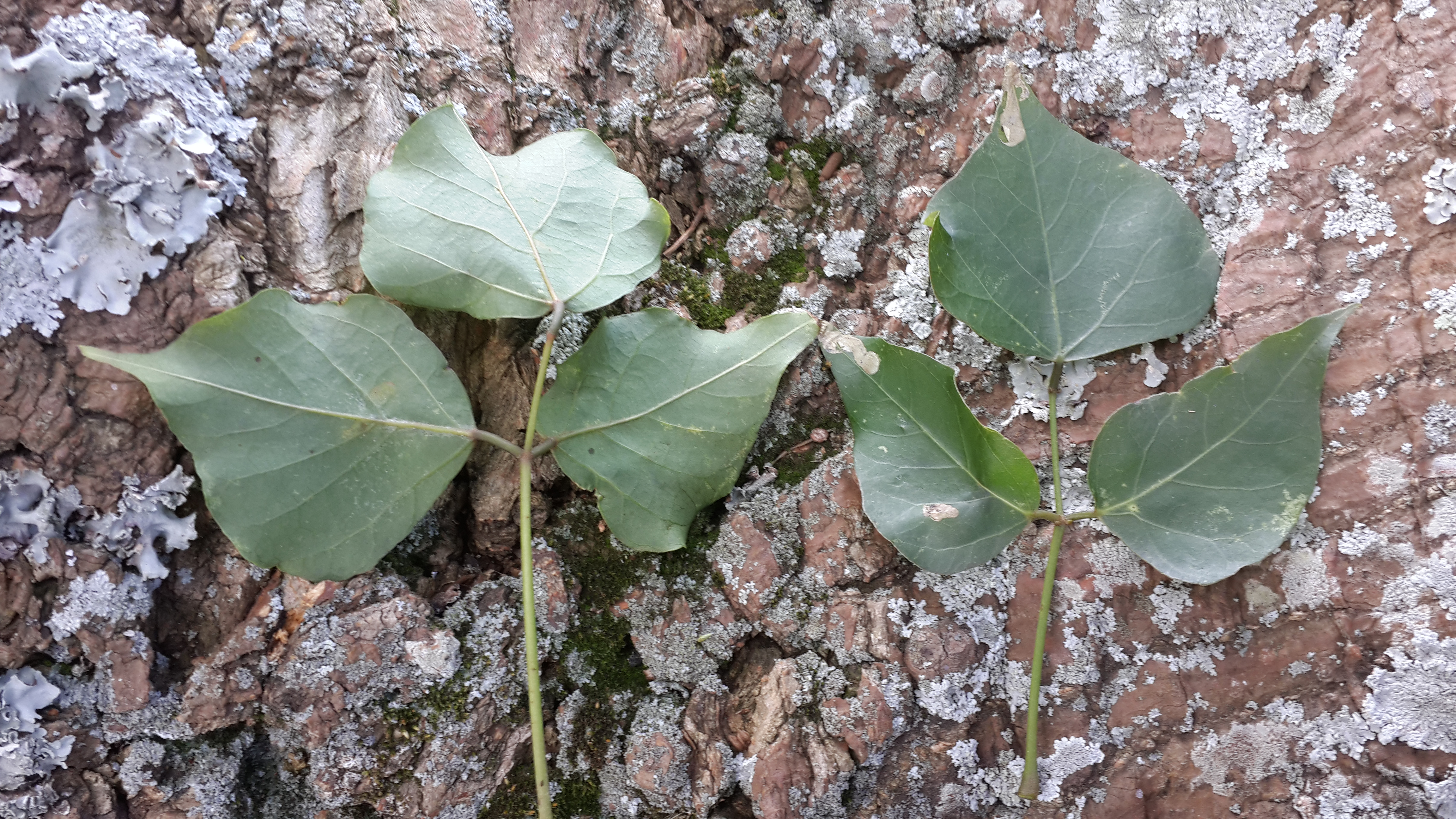
南非刺桐樹葉

複葉由三片小葉組成。每片小葉均為寬卵形至橢圓形。小葉沒有皮刺，無毛。

### 花朵

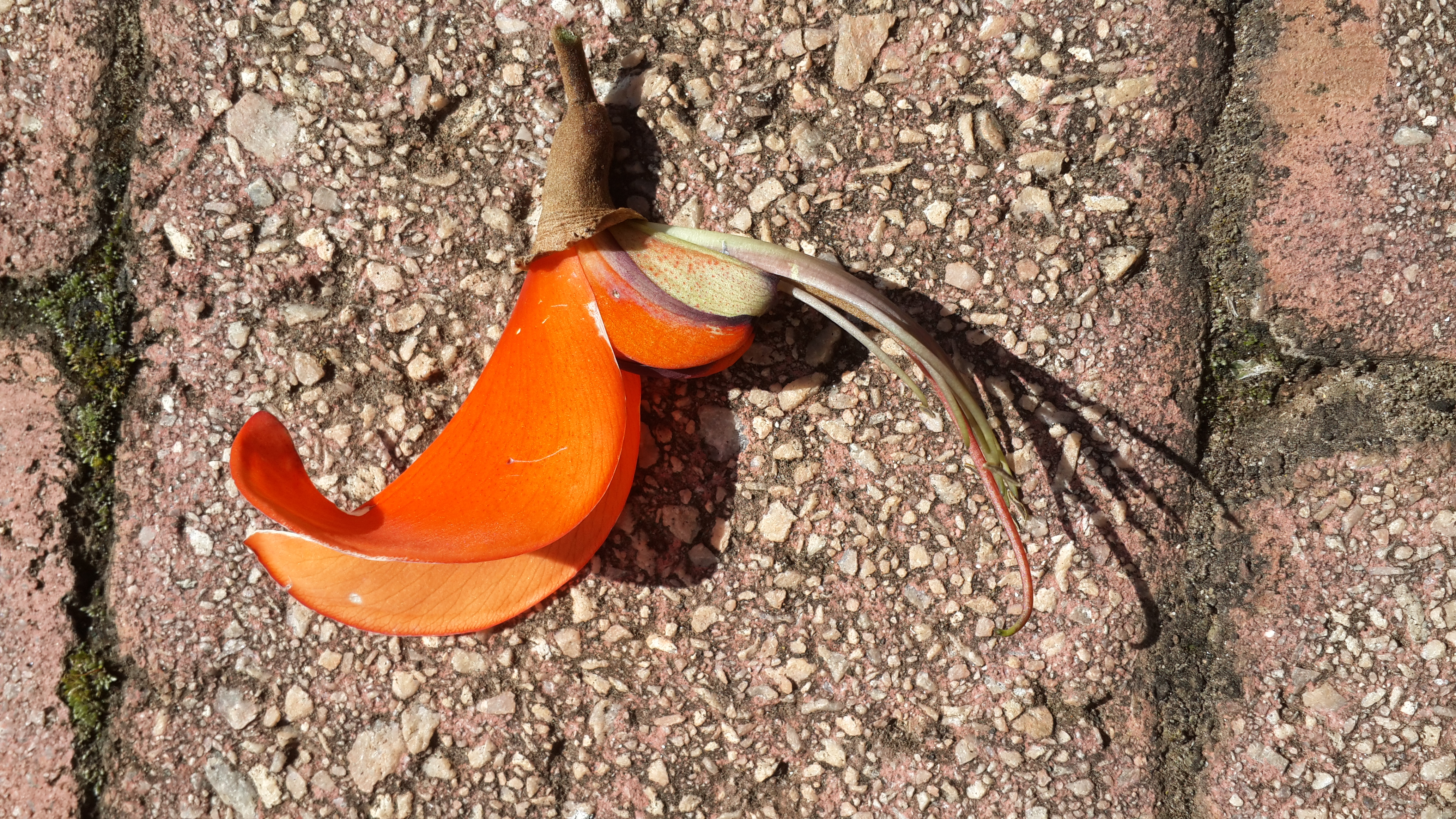
南非刺桐花朵

花朵由一個主花瓣和四個小花瓣組成。主花瓣向後彎曲，露出雄蕊。花色為暖紅色至猩紅色。這是 Erythrina caffra 和 Erythrina lytemon 之間的主要區別之一。花形成有柄的腋生總狀花序，長達100mm。

## 圖片

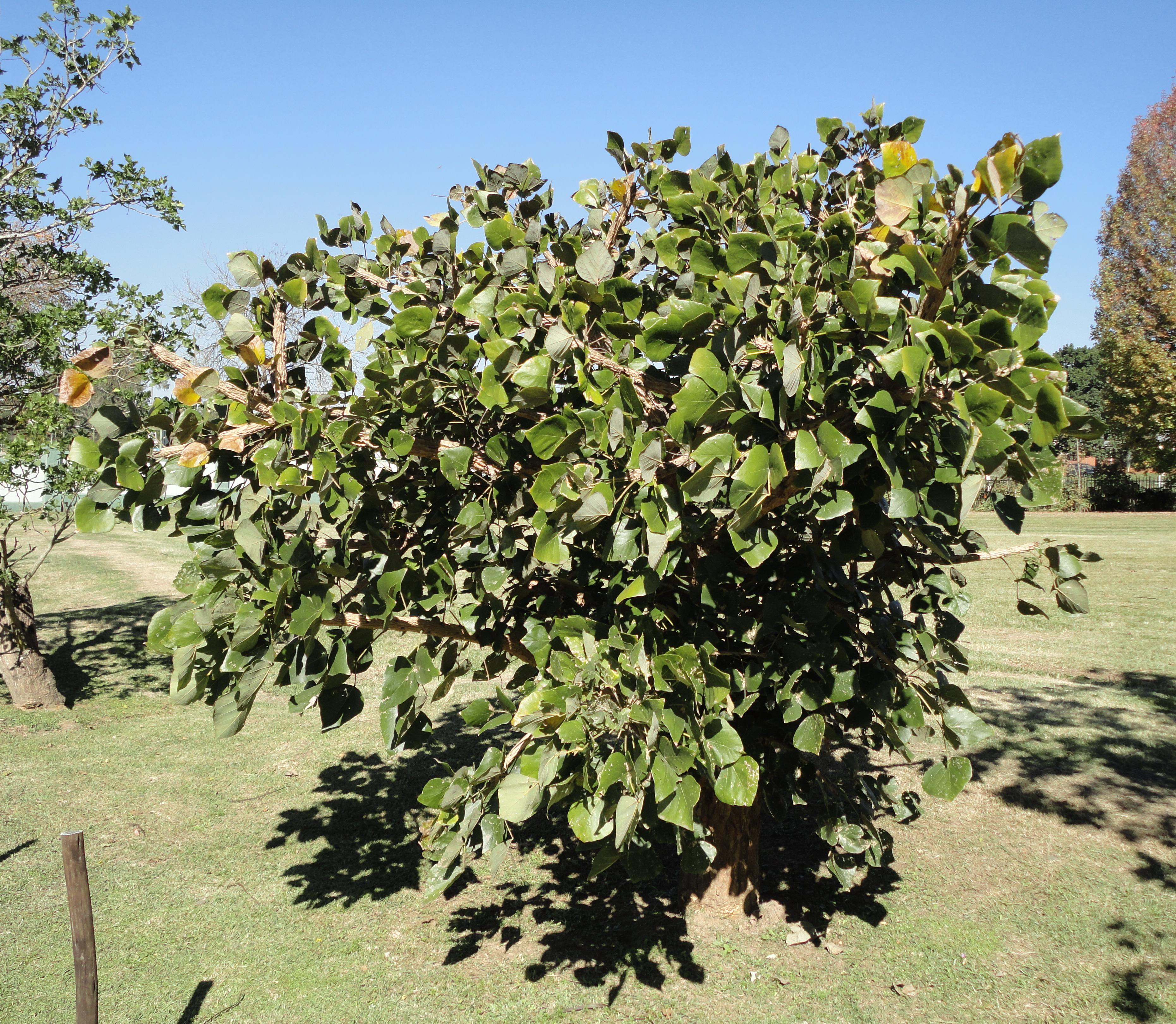
顯示出葉子的排列，形狀和大小的近照圖
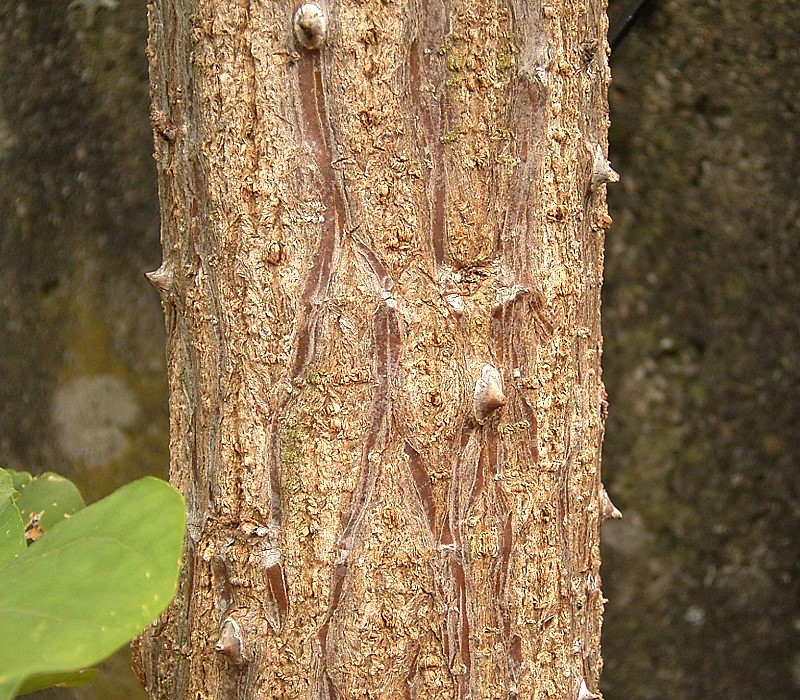
樹幹長出突刺
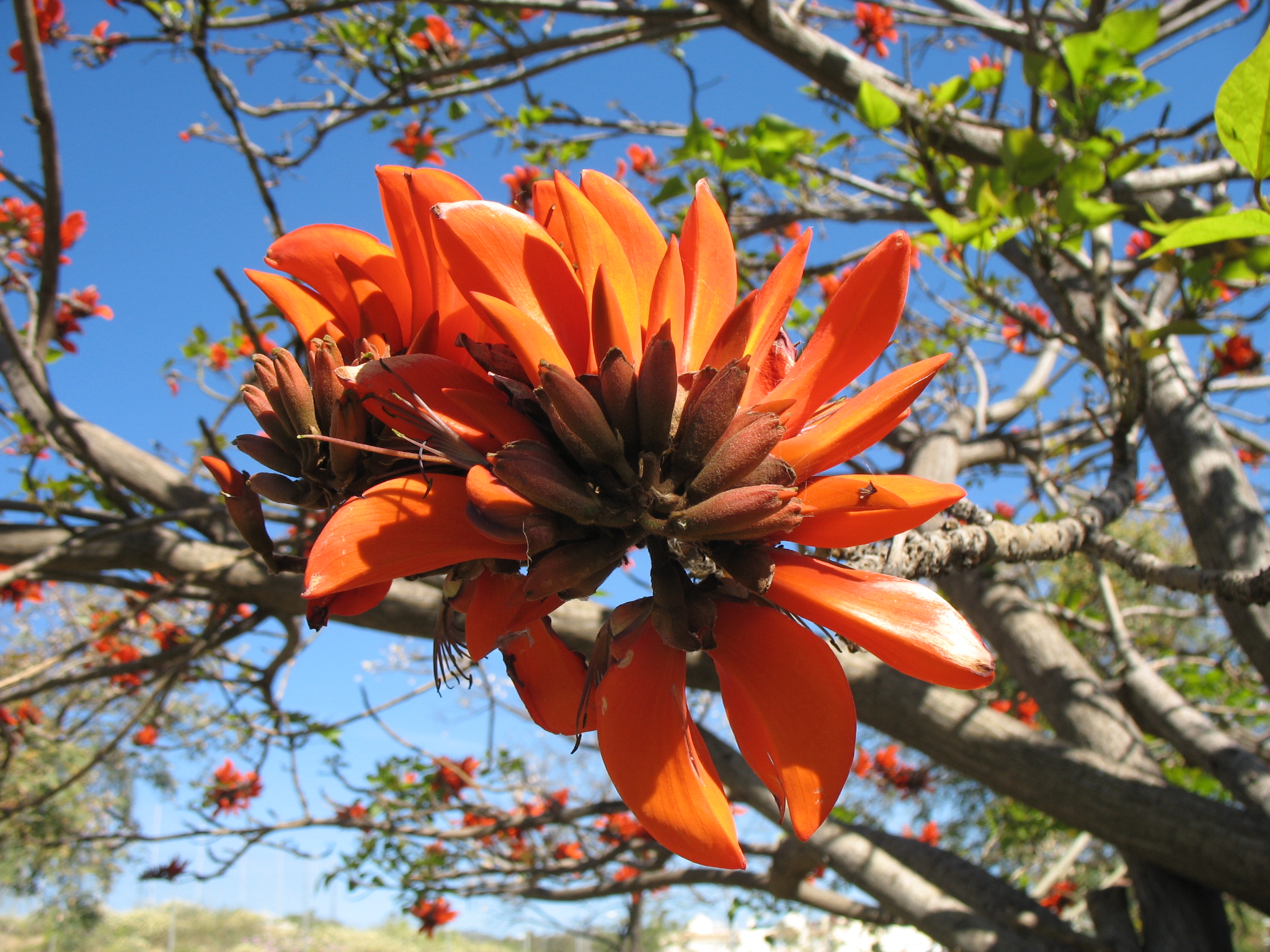
南非刺桐花
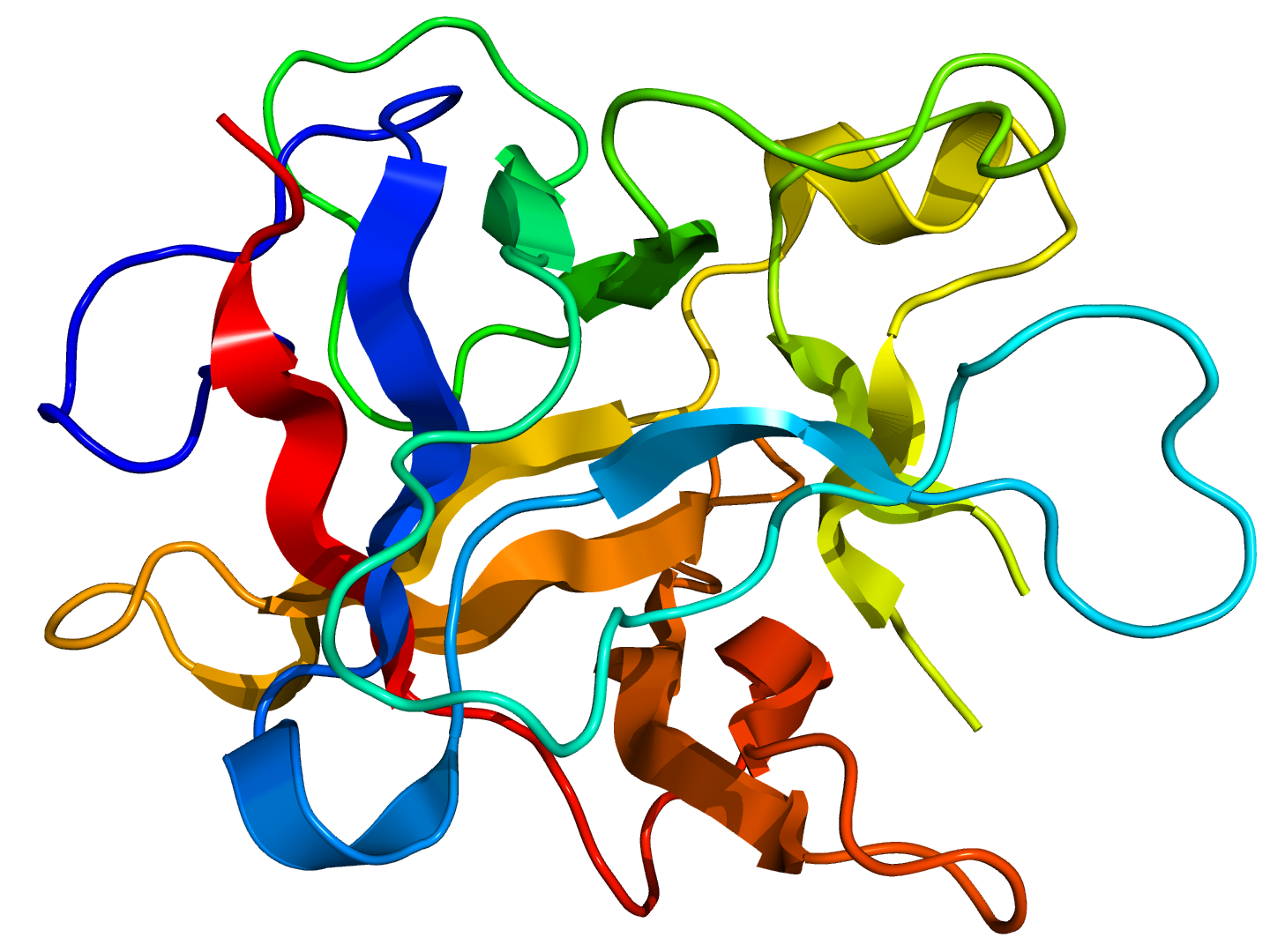
從刺桐種子分離出之胰蛋白酶抑製劑

## 外部連結
- Werner Voigt Kirstenbosch. . South African National Biodiversity Institute. October 2006  [2013-12-08]. （原始内容存档于2012-12-29）.
- Erythrina caffra Thunb.（页面存档备份，存于）
- 火炬刺桐/Kaffir Coral Tree（页面存档备份，存于）
- 火炬刺桐/Erythrina caffra Thunb（页面存档备份，存于）